# Kropenáč vytrvalý
Kropenáč vytrvalý (Swertia perennis) je rostlina z čeledi hořcovitých, rostoucí v České republice v několika pohraničních pohořích.

## Popis

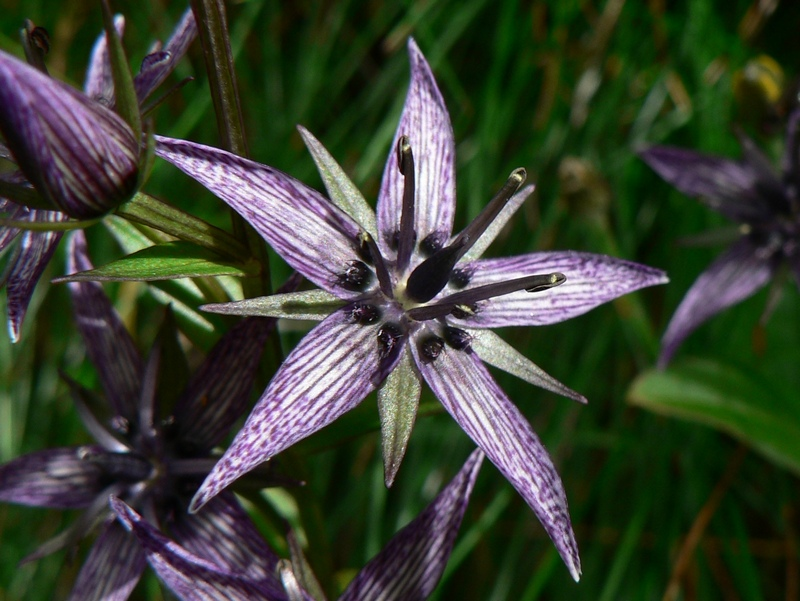
Květ kropenáče vytrvalého

Kropenáč vytrvalý je 15 až 60 centimetrů vysoká vytrvalá rostlina s tupě trojhrannou, často fialově zabarvenou lodyhou. Listy přisedlé, dolní krátce řapíkaté, eliptické, lesklé. Na lodyze bývá celkem 2 až 6 listů. Květenství větvené (chocholičnatá lata), s 6-20 květy. Květy jsou velké, špinavě modrofialové až ocelově modré, tečkované. Korunní a kališní lístky téměř k bázi členěné.

## Ekologie
Kropenáč vytrvalý roste především na horských až subalpinských prameništích a rašelinných loukách, případně na březích či v zazemněných korytech potoků. Kvete od června do srpna.

## Výskyt
Kropenáč vytrvalý roste v horách střední a jižní Evropě od Pyrenejí přes střední Francii a Alpy přes Karpaty na Balkán, na rašeliništích severního Německa a Pobaltí. V Itálii byl zjištěn také na několika místech v Apeninách. Ve Švýcarsku roste takřka výhradně v Juře a severním vnějším oblouku Alp.
Mimo Evropy roste na Kavkaze, na Sibiři, v Japonsku a Severní Americe.

### Výskyt v Česku
Kropenáč vytrvalý roste pouze v těchto pohořích – Šumava, Krušné hory, Jizerské hory, Krkonoše a Hrubý Jeseník. V Hrubém Jeseníku roste s jistotou na Skřítku, ve Velké kotlině, Malé kotlině a v PR U Slatinného potoka na okraji Žďárského potoka.